# Fame (film 1966)
Fame (Sult) è un film del 1966 diretto da Henning Carlsen, basato sull'omonimo romanzo di Knut Hamsun.

## Trama
Pontus è un giovane scrittore che vagabonda per la capitale norvegese Christiania, in preda alla fame.

## Produzione
Il film fu girato a Oslo, nei luoghi del romanzo, primo caso di una co-produzione dei tre paesi scandinavi.

## Riconoscimenti
Il film ha vinto nel 1967 il premio danese Bodil per il miglior film. Inoltre fu candidato alla Palma d'oro a Cannes. venendo presentato in concorso al 19º Festival di Cannes, dove Per Oscarsson ricevette il premio per la miglior interpretazione maschile. L'attore ha inoltre vinto anche il premio Bodil (1967), il premio National Society of Film Critics (USA) nel 1968, sempre come miglior attore protagonista e il Premio Guldbagge del 1967 come miglior attore.
Il Ministero per la Cultura danese lo ha inserito nei dieci migliori film del canone culturale nazionale.